# Крадено-Михайловка
Крадено-Михайловка, Крадино-Михайловка — упразднённая в 1987 году деревня Мелеузовского района БАССР. Входила на год упразднения в состав Корнеевского сельсовета.
Ранее входила в Тавленский сельсовет Мелеузовского района, ранее — в Зиргановскую волость Стерлитамакского кантона.

## История
Деревня возникла в 1891 году на земле башкир деревни Верхнее Юлдашево у реки Сухайли как посёлок Михайловский. Он был основан выходцами из 11 губерний. Эти крестьяне прибыли в Уфимскую губернию ещё за несколько лет до окончательного оседания. Часть из них переселилась в голодном 1891 году.
Исключена из списков населённых пунктов в 1987 году.

## Население
В конце 19 века в деревне было 60 дворов, где жили 172 мужчины и 182 женщины, грамотными считались 16 человек. В 1920 году насчитывалось 308 жителей.

## Люди
- Кузнецов, Григорий Тимофеевич (1 января 1916, Крадено-Михайловка — 13 февраля 1947, Ишимбай) — полный Кавалер ордена Славы.
- Милосердов, Пётр Григорьевич (на Кладбище Героев г. Кымпия-Турзий захоронен как Милосердный) (1922, д. Крадено-Михайловка — 21 сентября 1944, Румыния) — участник Великой Отечественной войны, младший лейтенант, командир взвода 737-го стрелкового полка. Погиб в бою. Похоронен в братской могиле в городе Кымпия-Турзий, 200 м на север от церкви по главной улице в палисаднике, Румыния. В армию призван Мелеузовским РВК. Член ВКП(б) с 1943 года. Мать — Милосердова Марфа Терентьевна.
- Шакшин, Анатолий Дмитриевич (13 января 1929, деревня Крадено-Михайловка, Зиргановская волость, Стерлитамакский кантон, Башкирская АССР — 22 ноября 2010, Тюмень, Российская Федерация) — советский нефтяник, бригадир бурильщиков. Герой Социалистического Труда (1966), Лауреат Государственной премии СССР (1980).

## Тривия
Местный поэт Алексей Смирнов, написал стихотворение «Крадино-Михайловка» (в сборнике «Деревню русскую люблю», Салават, 2010). Автор перечисляет от имени деда фамилии семей, что случилось с их жилищами (Там, где жили Воронковы — свекла//Там, где жили Горины — чабрец).
Крадино-Михайловка исчезла.

Раскупили избы на дрова.

И стоит на брошенных поместьях

Как скелеты тощая трава.

На золе поблескивают стекла.

Молодым рассказывает дед:

«Там, где жили Воронковы — свекла,

Там, где жили Горины — чабрец».

Но ещё не прервано общенье

Бывших деревень и городов.

И несут кресты на тощих шеях

Хомуты искусственных цветов.

У дороги памятные камни,

Крупные, как будто из былин.

Кто-то сделал добрыми руками

Памятник родителям своим.

Пляшет жаворонок над лугами,

У гнилой дощечки от крыльца.

Все стучат кузнечики ногами,

Иль пришли на Родину сердца.